# Warwick Goble
Warwick Goble (1862-1943), était un peintre et illustrateur britannique.

## Biographie
Warwick Goble, né le 22 novembre 1862 à Dalston ou Hackney, quartiers de Londres. Il était le fils d'un voyageur de commerce. Il fut scolarité à la City of London School et à Westminster School of Art.
Il a commencé en 1890 à publier dans divers magazines, comme Pearson's Magazine. Puis à partir de 1896 il a commencé à illustrer des livres, en commençant par The Oracle of Baal puis  La Guerre des mondes de H.G. Wells en 1897.
À partir de 1909, il travaille comme illustrateur pour l'éditeur Macmillan.
Durant la Première Guerre mondiale, il a travaillé au bureau de dessin de l'arsenal de Woolrich, puis a été volontaire pour la Croix Rouge en France.
Il était spécialisé dans les aquarelles illustrant des contes et des scènes exotiques du Japon, de l'Inde et de l'Arabie. Il s'est pour cela inspiré de Edmond Dulac, mais a développé son propre style.
Il a illustré de nombreuses histoires de science-fiction, dont plusieurs de Frederick Merrick White (en).
Il ne se maria pas et n'eut pas d'enfants. Il s'est retiré en 1930 à Merstham dans le Surrey et y est mort le 22 janvier 1943.

## Œuvres

### Livres
- Samuel Rutherford Crockett, Lad's Love (Bliss Sands, 1897)
- H. G. Wells, The War of The Worlds (Heinemann, 1898)
- Mary Louisa Molesworth (en), The Grim House (Nisbet, 1899)
- Alexander van Millingen (en), Constantinople (Black, 1906)
- Francis A. Gasquet, The Greater Abbeys of England (Chatto, 1908)
- Jane Barlow, Irish Ways (Allen, 1909)
- Charles Kingsley, The Water Babies (MacMillan, 1909)
- Grace James, Green Willow and Other Japanese Fairy Tales (MacMillan, 1910)
- Giambattista Basile, Stories from the Pentamerone (MacMillan, 1911)
- The Modern Reader's Chaucer (MacMillan, 1912)
- Lal Behari Dey, Folk-Tales of Bengal (MacMillan, 1912)
- Dinah Craik, The Fairy Book (MacMillan, 1913) et John Halifax, Gentleman (OUP, 1914)
- D. A. MacKenzie, Indian Myth and Legend (Gresham, 1913)
- Cornelia Sorabji, Indian Tales of The Great Ones (1916)
- J. S. Fletcher, The Cistercians in Yorkshire (SPCK, 1919)
- W. G. Stables, Young Peggy McQueen (Collins)
- D. Owen, The Book of Fairy Poetry (Longmans, 1920)
- Robert Louis Stevenson, Treasure Island (MacMillan, 1923) et Kidnapped (MacMillan, 1925)
- Washington Irving, Tales of the Alhambra (MacMillan, 1926)
- Elinor Whitney Field, Tod of the Fens (Macmillan, 1928)

### Magazines
- The Boy's Own Paper
- The Captain – pour les garçons
- The Illustrated London News
- Little Folks – pour les enfants
- The Minister
- The Pall Mall Gazette
- Pearson's Magazine
- The Strand Magazine
- The Westminster Gazette
- The Wide World Magazine
- Windsor Magazine

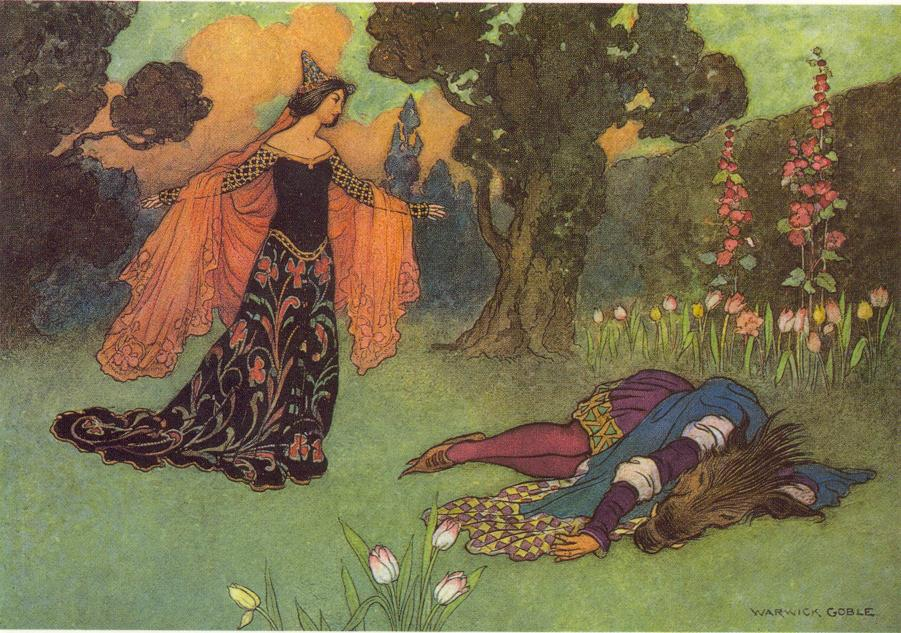
La belle et la bête (1913).
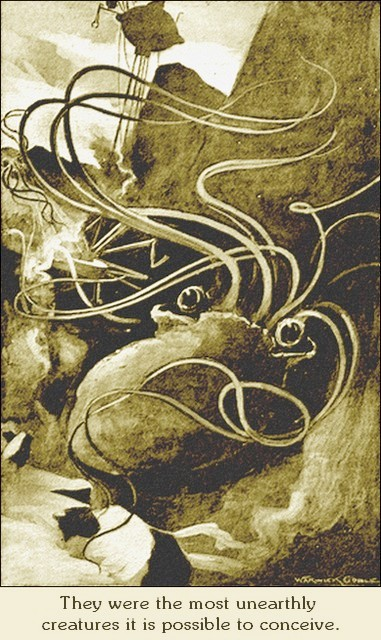
La Guerre des mondes (1897).
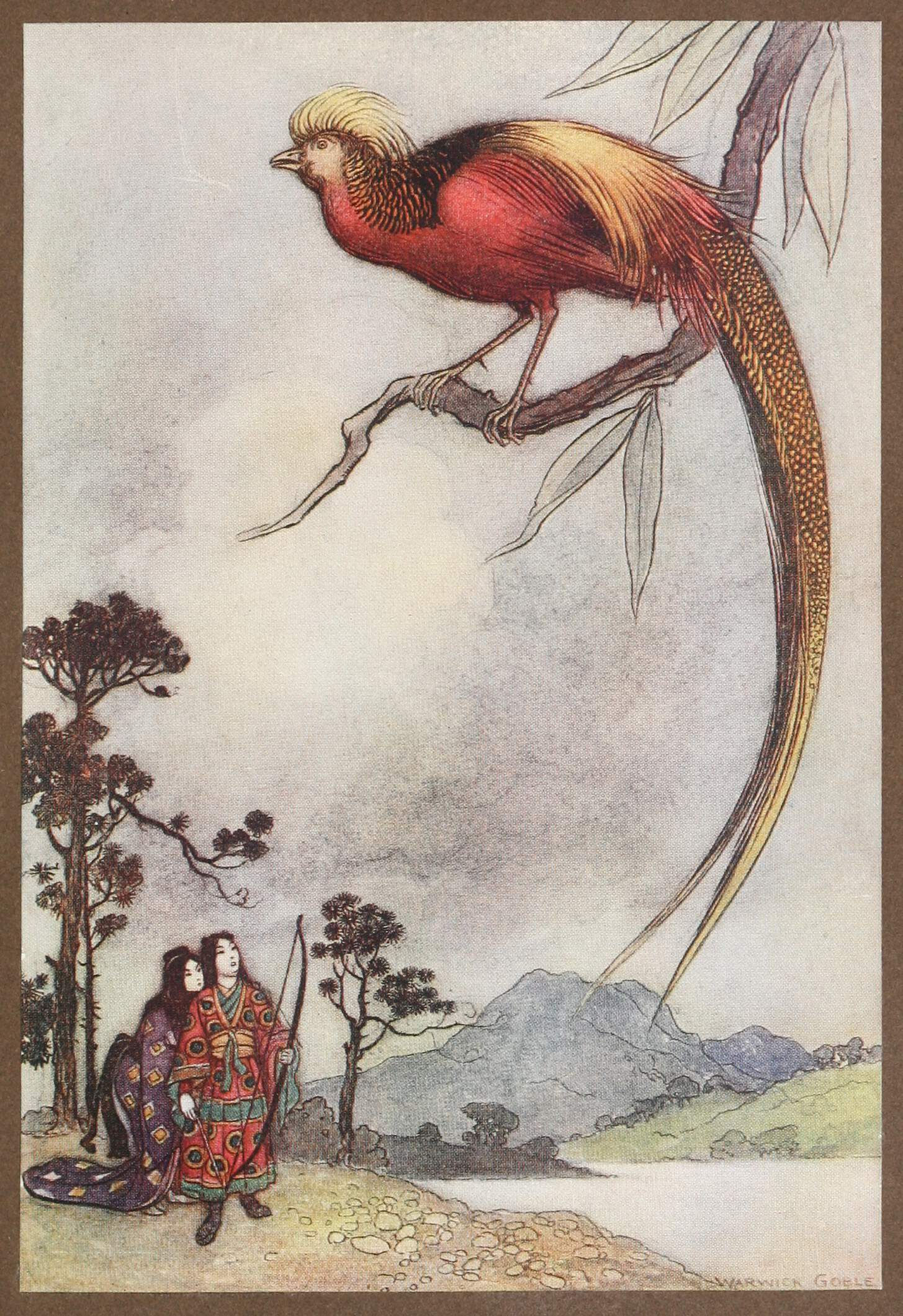
L'oiseau chantant du paradis (1910).
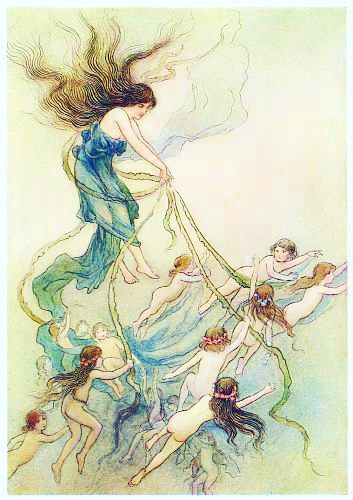
The water babies.
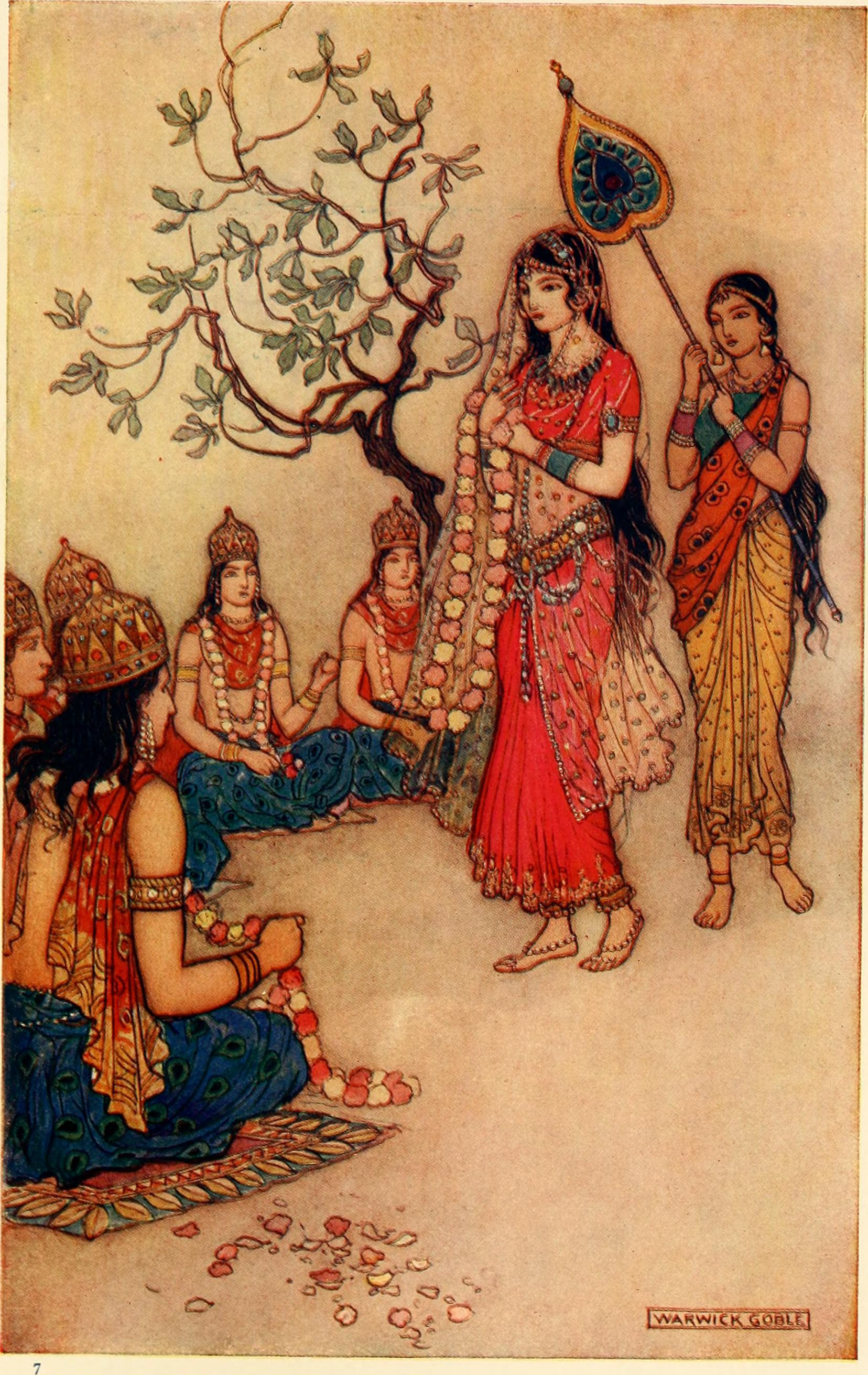
Damayanti choisissant un mari (mythes et légendes indiens - 1913)

### Pages connexes
- Edmond Dulac
- Arthur Rackham